# IC 90
IC 90 је елиптична галаксија у сазвјежђу Кит која се налази на листи објеката дубоког неба у Индекс каталогу.
Деклинација објекта је - 7° 58' 36" а ректасцензија 1h 16m 30,3s. Привидна величина (магнитуда) објекта IC 90 износи 13,6 а фотографска магнитуда 14,6. IC 90 је још познат и под ознакама MCG -1-4-23, NPM1G -08.0040, PGC 4606.